# Basquetebol do Clube Desportivo Primeiro de Agosto
A equipa de basquetebol do Clube Desportivo Primeiro de Agosto é a secção da agremiação angolana que disputa o Unitel Basket(Campeonato Nacional de Basquetebol). Os seus jogos são realizados no Pavilhão Victorino Cunha, com capacidade de 800 espetadores.

## Temporada por temporada
| Temporada | Nível | Liga          | Pos. | Res. | Resultado     | Pl. | Taça de Angola | Competições africanas | Competições africanas |
| --------- | ----- | ------------- | ---- | ---- | ------------- | --- | -------------- | --------------------- | --------------------- |
| 2007-08   | 1     | BIC Basket    |      |      | Campeão       |     |                | 1 Taça dos Campeões   | Campeão               |
| 2008-09   | 1     | BIC Basket    |      |      | Campeão       |     |                | 1 Taça dos Campeões   | Campeão               |
| 2009-10   | 1     | BIC Basket    |      |      | Campeão       |     |                | 1 Taça dos Campeões   | Campeão               |
| 2010-11   | 1     | BIC Basket    |      |      |               |     |                | 1 Taça dos Campeões   | Finalista             |
| 2011-12   | 1     | BIC Basket    |      |      | Finalista     |     |                | 1 Taça dos Campeões   | Campeão               |
| 2012-13   | 1     | BIC Basket    | -    | -    | Campeão       | -   |                | 1 Taça dos Campeões   | Campeão               |
| 2013–14   | 1     | BIC Basket    | 2    | 8-4  | Finalista     | -   |                | 1 Taça dos Campeões   | Semifinalista         |
| 2014–15   | 1     | BIC Basket    | 1    | 9-1  | Semifinalista | 0-3 |                | 1 Taça dos Campeões   | Semifinalista         |
| 2015–16   | 1     | BIC Basket    | 4    | 1-13 | Campeão       | 4-4 |                | 1 Taça dos Campeões   | Quartos de final      |
| 2016-17   | 1     | BIC Basket    | 2    | 19-7 | Semifinalista | 2-3 |                |                       |                       |
| 2017-18   | 1     | Unitel Basket | 1    | 31-1 | Campeão       | 8-1 |                |                       |                       |
| 2018-19   | 1     | Unitel Basket | 2    | 26-4 | Finalista     | 5-4 |                | 1 Liga Africana       | Campeão               |

## Títulos

### Campeonato Nacional de Basket
- Campeão (19): 1981, 1983, 1985, 1986, 1987, 1988, 1991, 2000, 2001, 2002, 2003, 2004, 2005, 2008, 2009, 2010, 2013, 2016, 2018
- Finalista (6): 2006, 2007, 2011, 2012, 2014, 2019

### Taça de Angola
- Campeão (13): 1985, 1986, 1987, 1988, 1992, 1995, 2002, 2003, 2005, 2006, 2008, 2009, 2012, 2019
- Finalista (4): 2004, 2007, 2014, 2015

### Taça Africana dos Clubes Campeões
- Campeão (9): 2002, 2004, 2007, 2008, 2009, 2010, 2012, 2013, 2019
- Finalista (3): 1987, 2006, 2011